# 康斯坦丁·珀尔伏列斯库
康斯坦丁·珀尔伏列斯库（羅馬尼亞語：Constantin Pârvulescu；1895年11月10日—1992年7月11日），罗马尼亚共产党中央政治执行委员会委员、中央监察委员会主席、中央检查委员会主席，罗马尼亚大国民议会主席。

## 生平
1895年，出生于罗马尼亚沃尔恰县的伯伊莱奥勒内什蒂。1911年，在国营的布加勒斯特中央工厂当学徒。1912年，加入罗马尼亚社会民主党。1915年，在陆军兵工厂、布加勒斯特之星工厂当钳工。1916年，在宾杰里和雅西的铁路工厂工作。1918年，在乌克兰的机械厂当机械工。1919年，加入苏俄工农红军“波尔塔瓦”国际志愿团。
1921年，加入罗马尼亚共产党，在莫斯科共产主义大学学习。1926年，在莫斯科航空发动机厂当机械师。1929年，返回罗马尼亚，开展共产革命和工人运动，任比萨拉比亚-基希纳乌州委员会第一书记。1930年，任罗马尼亚共产党中央临时书记处成员。1933年，任特兰西瓦尼亚大区委员会书记和罗共中央书记处书记。
1935年，任中央政治局委员，在布拉格被逮捕。1936年，被关押在吉拉瓦监狱。1939年，任普拉霍瓦和多布罗加州委员会第一书记。1941年，为罗马尼亚共产党中央委员会书记。1944年，任罗马尼亚共产党中央书记处第一书记。8月，参加八二三起义。1945年，任中央监察委员会主席。
1948年，为罗马尼亚人民共和国大国民议会主席。1953年，再度当选为罗马尼亚人民共和国大国民议会主席。1956年，逼宫失败，被解除中央政治局委员、中央委员会委员的职务。1961年，被指控参废黜乔治乌-德治的活动，停止一切领导工作。1965年，复出。1965年，继续当选中央检查委员会主席。1979年，在大会上公开批评齐奥塞斯库，会议立即陷入停顿，电视直播画面被迫中断。
1980年，被开除党籍。1989年，与其他五名罗共元老联名上书罗共中央，批评现行政策。1990年，参与重建罗共，改名为社会主义劳动党，任社会主义劳动党名誉主席。1992年，逝世，终年96岁。